# امل الدباس
امل دباس (زاده ۲۹ آوریل ۱۹۶۵) یک هنرپیشه اردنی است که به واسطه نقش‌هایش در تئاترهای رادیویی، دراماتیک و دوبله سریال‌های کارتونی شناخته شده‌است. او در عمان در خانواده‌ای اردنی اهل شهر سلط به دنیا آمد و والدینش او را تشویق به ورود به هنر کردند.